# Alex O'Brien
Alex O'Brien, né le 7 mars 1970 à Amarillo au Texas, est un ancien joueur de tennis professionnel américain.
Spécialisé dans le double messieurs, il dispute la finale de l'US Open en 1995 avec Sandon Stolle. Mais c'est avec Sébastien Lareau qu'il réussit ses meilleures performances : ils jouent ainsi la finale de l'Open d'Australie en 1996 et 1997, ainsi que celle des Masters en 1996. Ils reviennent au premier plan en 1999 en remportant notamment l'US Open et les Masters. Alex O'Brien se classe numéro un mondial à l'ATP du 8 mai au 11 juin 2000.

## Palmarès

### En double messieurs
| 13 titres en double | 1 G. Chelem | 1 G. Chelem | 1 G. Chelem | 1 G. Chelem | 1 Masters  | 1 Masters  | 1 Masters   | 1 Masters   | 5 Masters 1000 | 5 Masters 1000 | 5 Masters 1000 | 5 Masters 1000 | 2 ATP 500          | 2 ATP 500          | 2 ATP 500          | 2 ATP 500          | 4 ATP 250          | 4 ATP 250          | 4 ATP 250      | 4 ATP 250      | 0 JO           | 0 JO           | 0 JO           | 0 JO           |
| 13 titres en double | 10 sur dur  | 10 sur dur  | 10 sur dur  | 10 sur dur  | 10 sur dur | 10 sur dur | 1 sur gazon | 1 sur gazon | 1 sur gazon    | 1 sur gazon    | 1 sur gazon    | 1 sur gazon    | 0 sur terre battue | 0 sur terre battue | 0 sur terre battue | 0 sur terre battue | 0 sur terre battue | 0 sur terre battue | 2 sur moquette | 2 sur moquette | 2 sur moquette | 2 sur moquette | 2 sur moquette | 2 sur moquette |

## Parcours dans les tournois duGrand Chelem

### En simple
| Année | Open d'Australie | Open d'Australie | Internationaux de France | Internationaux de France | Wimbledon       | Wimbledon        | US Open         | US Open      |
| ----- | ---------------- | ---------------- | ------------------------ | ------------------------ | --------------- | ---------------- | --------------- | ------------ |
| 1992  | —                | —                | —                        | —                        | —               | —                | 1er tour (1/64) | J. Courier   |
| 1993  | 1er tour (1/64)  | M. Stich         | 2e tour (1/32)           | R. Fromberg              | 1er tour (1/64) | A. Krickstein    | 1er tour (1/64) | K. Ullyett   |
| 1994  | 1er tour (1/64)  | G. Ivanišević    | 2e tour (1/32)           | À. Corretja              | 1er tour (1/64) | C. Costa         | 2e tour (1/32)  | J. Björkman  |
| 1995  | 2e tour (1/32)   | M. Stich         | —                        | —                        | 1er tour (1/64) | O. Delaitre      | 1er tour (1/64) | À. Corretja  |
| 1996  | —                | —                | —                        | —                        | —               | —                | 3e tour (1/16)  | D. Wheaton   |
| 1997  | 1er tour (1/64)  | K. Braasch       | 1er tour (1/64)          | A. Pavel                 | 3e tour (1/16)  | P. Korda         | 1er tour (1/64) | M. Filippini |
| 1998  | 2e tour (1/32)   | S. Campbell      | 1er tour (1/64)          | M. Gustafsson            | 2e tour (1/32)  | M. Philippoussis | 2e tour (1/32)  | R. Krajicek  |
| 1999  | —                | —                | —                        | —                        | —               | —                | —               | —            |
| 2000  | 1er tour (1/64)  | A. Pretzsch      | —                        | —                        | 2e tour (1/32)  | G. Pozzi         | —               | —            |
| 2001  | 1er tour (1/64)  | G. Pozzi         | —                        | —                        | —               | —                | —               | —            |

N.B. : à droite du résultat se trouve le nom de l'ultime adversaire.

### En double
| Année | Open d'Australie            | Open d'Australie           | Internationaux de France  | Internationaux de France   | Wimbledon                 | Wimbledon                  | US Open                      | US Open                    |
| ----- | --------------------------- | -------------------------- | ------------------------- | -------------------------- | ------------------------- | -------------------------- | ---------------------------- | -------------------------- |
| 1992  | —                           | —                          | —                         | —                          | —                         | —                          | 1er tour (1/32) C. Cocotos   | J. McEnroe M. Stich        |
| 1993  | —                           | —                          | —                         | —                          | —                         | —                          | 1er tour (1/32) B. Devening  | P. McEnroe R. Reneberg     |
| 1994  | 1er tour (1/32) B. Devening | C. Brandi T. Carbonell     | 1er tour (1/32) D. Witt   | T. Woodbridge M. Woodforde | 2e tour (1/16) S. Stolle  | S. Lareau L. Paes          | 1/8 de finale S. Stolle      | T. Woodbridge M. Woodforde |
| 1995  | 1er tour (1/32) S. Stolle   | V. Flégl M. Petchey        | 2e tour (1/16) S. Stolle  | J. Eagle A. Florent        | 1/8 de finale S. Stolle   | G. Forget J. Hlasek        | Finale S. Stolle             | T. Woodbridge M. Woodforde |
| 1996  | Finale S. Lareau            | S. Edberg P. Korda         | 1/8 de finale S. Lareau   | J. Björkman N. Kulti       | 1/8 de finale S. Lareau   | J. Björkman N. Kulti       | 1/4 de finale S. Lareau      | T. Woodbridge M. Woodforde |
| 1997  | Finale S. Lareau            | T. Woodbridge M. Woodforde | 2e tour (1/16) S. Lareau  | L. Arnold Ker D. Orsanic   | 1er tour (1/32) S. Lareau | S. Noteboom F. Wibier      | 2e tour (1/16) S. Lareau     | J. Novák D. Rikl           |
| 1998  | 1/8 de finale J. Stark      | D. Macpherson D. Wheaton   | 1er tour (1/32) J. Stark  | M. Hood S. Prieto          | 2e tour (1/16) T. Martin  | T. Woodbridge M. Woodforde | 1/8 de finale B. Black       | L. Lobo J. Sánchez         |
| 1999  | 1er tour (1/32) S. Lareau   | L. Arnold Ker P. Vízner    | 1er tour (1/32) S. Lareau | G. Ivanišević J. Tarango   | 1/4 de finale S. Lareau   | M. Bhupathi L. Paes        | Victoire S. Lareau           | M. Bhupathi L. Paes        |
| 2000  | 1/2 finale J. Palmer        | W. Black A. Kratzmann      | 1er tour (1/32) J. Palmer | T. Carbonell M. García     | 1/4 de finale J. Palmer   | N. Kulti M. Tillström      | 1/2 finale J. Palmer         | L. Hewitt M. Mirnyi        |
| 2001  | 1/8 de finale S. Lareau     | J. Eagle A. Florent        | 1er tour (1/32) B. Black  | S. Aspelin J. Landsberg    | 1er tour (1/32) B. Black  | W. Arthurs B. Ellwood      | 1er tour (1/32) J. Gimelstob | B. Black J. Stark          |

N.B. : le nom du ou de la partenaire se trouve sous le résultat ; le nom des ultimes adversaires se trouve à droite.

### En double mixte
| Année | Open d'Australie              | Open d'Australie             | Internationaux de France | Internationaux de France | Wimbledon | Wimbledon | US Open                      | US Open                  |
| ----- | ----------------------------- | ---------------------------- | ------------------------ | ------------------------ | --------- | --------- | ---------------------------- | ------------------------ |
| 1996  | 2e tour (1/8) M. J. Fernández | Irina Spîrlea G. Van Emburgh | -                        | -                        | -         | -         | -                            | -                        |
| 2001  | -                             | -                            | -                        | -                        | -         | -         | 1er tour (1/16) A. Stevenson | Caroline Vis David Adams |

N.B. : le nom de la partenaire se trouve sous le résultat ; le nom des ultimes adversaires se trouve à droite.

## Participation aux Masters

### En double
| Année | Ville     | Surface         | Partenaire       | Résultats | Résultat final    |
| ----- | --------- | --------------- | ---------------- | --------- | ----------------- |
| 1996  | Hartford  | Moquette indoor | Sébastien Lareau | 3v, 2d    | Finaliste         |
| 1997  | Hartford  | Moquette indoor | Sébastien Lareau | 2v, 2d    | Demi-finaliste    |
| 1999  | Hartford  | Moquette indoor | Sébastien Lareau | 4v, 1d    | Vainqueur         |
| 2000  | Bangalore | Dur ext.        | Jared Palmer     | 1v, 2d    | Éliminé en poules |

## ClassementsATPen fin de saison

### En simple
| Année | 1989 | 1990 | 1991 | 1992 | 1993 | 1994 | 1995 | 1996 | 1997 | 1998 | 1999 | 2000 | 2001 |
| Rang  | 666  | 689  | 258  | 127  | 121  | 90   | 211  | 38   | 98   | 147  | 178  | 213  | 444  |

### En double
| Année | 1990 | 1991 | 1992 | 1993 | 1994 | 1995 | 1996 | 1997 | 1998 | 1999 | 2000 | 2001 | 2002 | 2003 |
| Rang  | 619  | 646  | 215  | 105  | 25   | 31   | 15   | 7    | 20   | 7    | 8    | 80   | 1082 | 1101 |

Source : (en) Classements de Alex O'Brien sur le site officiel de la Fédération internationale de tennis

### Période au rang de numéro un mondial en double
| Précédé par  | Dates                   | Suivi par       | Nombre de semaines | Cumul |
| Jared Palmer | 08/05/2000 - 11/06/2000 | Todd Woodbridge | 5                  | 5     |

## Meilleures performances en simple
Ses 10 victoires sur les joueurs les mieux classés (top 30)
- Tournoi de tennis de New Haven 1992 : b.  Richard Krajicek (no 14) au 2e tour (7-63, 7-62)
- Tournoi de Los Angeles 1993 : b.  Mark Woodforde (no 22) au 1er tour (7-63, 4-6, 6-2)
- Roland-Garros 1994 : b.  Marc Rosset (no 18) au 1er tour (6-2, 6-72, 6-75, 6-3, 8-6)
- US Open de tennis 1994 : b.  Paul Haarhuis (no 29) au 1er tour (6-3, 7-61, 6-3)
- Tournoi de Los Angeles 1996 : b.  Thomas Enqvist (no 11) au 2e tour (6-4, 4-6, 7-5)
- Tournoi de tennis de New Haven 1996 : b.  Arnaud Boetsch (no 20) au 2e tour (6-2, 6-1)
- Tournoi de tennis de New Haven 1996 : b.  Ievgueni Kafelnikov (no 4) en quart de finale (6-4, 6-4)
- US Open 1996 : b.  MaliVai Washington (no 12) au 2e tour (6-3, 6-4, 5-7, 3-6, 6-3)
- Tournoi de tennis de Moscou 1996 : b.  Àlex Corretja (no 22) au 1er tour (6-3, 6-2)
- Masters du Canada 1998 : b.  Gustavo Kuerten (no 24) au 1er tour (6-3, 7-62)